# RS-546
Pour les articles homonymes, voir Route 546.
La RS 546 est une route locale du Sud-Ouest de l'État du Rio Grande do Sul qui relie la BR-377, sur le territoire de la municipalité de São Francisco de Assis, au district de Jacaquá de la commune d'Alegrete. Elle dessert ces deux seules villes, et est longue de 16 km.